# Carl av Leiningen
Carl Friedrich Wilhelm Emich, Furste av Leiningen (12 september 1804–13 november 1856) var en tysk titulärfurste och äldre halvbror till drottning Victoria av Storbritannien.

## Biografi
Carl av Leiningen var den enda sonen till Emich Carl av Leiningen och hans andra hustru prinsessan Viktoria av Sachsen-Coburg-Saalfeld (en äldre son till Emich Carls första hustru hade dött 1800). Emich Carl dog den 4 juli 1814 och Carl efterträdde honom som tredje furste av Leiningen.
Hans mor gifte om sig 1818 med prins Edward av Kent, den fjärde sonen till kung Georg III av Storbritannien, och 1819 togs Carl och hans syster prinsessan Feodora till Storbritannien, där hans halvsyster prinsessan Victoria av Kent föddes 24 maj. Carl ägnade sig senare åt en karriär inom bayerska armén.
Den 13 februari 1829 gifte han sig med grevinnan Maria Klebelsberg (1806–1880), dotter till greve Maximilian Klebelsberg och hans hustru Maria Anna von Turba. De fick två söner:
- Ernst Leopold av Leiningen, född 9 november 1830, som efterträdde honom som den fjärde fursten av Leiningen.
- Eduard av Leiningen, född 5 januari 1833 och död 9 april 1914.

Fursten av Leiningen blev riddare av Strumpebandsorden 1837. 
1855, kort efter att hans systerdotter prinsessan Viktoria förlovade sig med prins Friedrich Wilhelm av Preussen, fick han ett allvarligt slaganfall. En andra attack i november följande år var ödesdiger och han dog på  Amorbach i en ålder av 52 år, med sin syster prinsessan av Hohenlohe-Langenburg, som vakande vid sjuksängen.